# Glos (Calvados)
Glos is een gemeente in het Franse departement Calvados (regio Normandië). De plaats maakt deel uit van het arrondissement Lisieux. Glos telde op 1 januari 2022 924 inwoners.

## Geografie
De oppervlakte van Glos bedroeg op 1 januari 2022 12,93 vierkante kilometer; de bevolkingsdichtheid was toen 71,5 inwoners per km².
De onderstaande kaart toont de ligging van Glos met de belangrijkste infrastructuur en aangrenzende gemeenten.

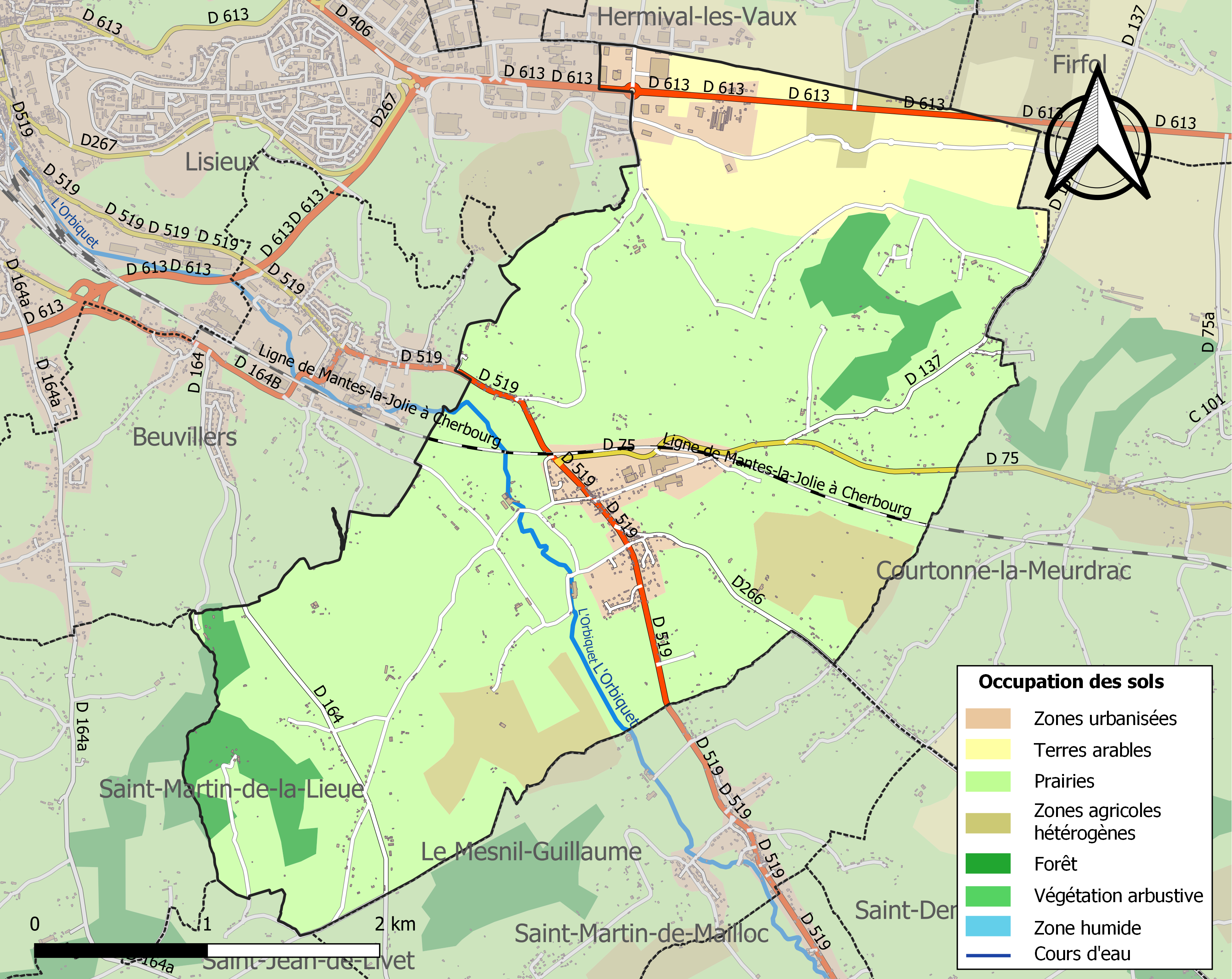

## Demografie
Onderstaande figuur toont het verloop van het inwonertal (bron: INSEE-tellingen).
Vanwege een beveiligingsprobleem met de MediaWiki Graph-software is het momenteel niet mogelijk deze grafiek weer te geven. Zodra de software is bijgewerkt zal de grafiek vanzelf weer zichtbaar worden.